# Dharius

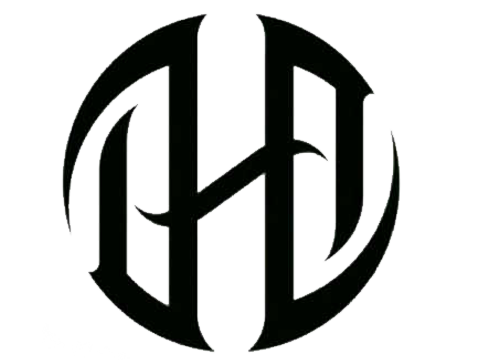
Das Logo des Rappers

Dharius (* 24. September 1984 in Monterrey; bürgerlich Alan Alejandro Maldonado Tamez) ist ein mexikanischer Rapper. Er war Teil der mexikanischen Hip-Hop-Formation Cartel de Santa.
Er verließ danach Cartel de Santa und veröffentlichte 2014 sein Soloalbum Directo Hasta Arriba bei RCA Records.

## Diskografie
Alben
- 2014: Directo Hasta Arriba
- 2018: Mala Fama, Buena Vidha

Singles
- 2014: Estilo Malandro (MX: Gold)[1]
- 2014: La Raja (MX: Platin)
- 2014: Serenata Rap (MX: ×3Dreifachgold )
- 2015: Lírica Onírica (MX: Gold)
- 2017: Hey Morra (MX: Gold)
- 2018: La Durango (MX: ×3Dreifachplatin )
- 2018: Mala Fama, Buena Vidha (MX: Platin)
- 2018: Me Voy a Poner Bien Loco (MX: Platin)
- 2018: Te Gustan Malos (MX: Gold)